# Galeria Nacional Escocesa de Retratos
A Galeria Nacional Escocesa de Retratos (em inglês:  Scottish National Portrait Gallery) é um museu de arte na Queen Street, Edimburgo. A galeria possui as coleções nacionais de retratos, todos de escoceses, mas não necessariamente de artistas nacionais. Também possui a Coleção Nacional Escocesa de Fotografia.
Desde 1889, está instalada num edifício neogótico de arenito vermelho, projetado por Robert Rowand Anderson e construído entre 1885 e 1890 para acomodar a galeria e a coleção de museus da Sociedade de Antiquários da Escócia. O edifício foi doado por John Ritchie Findlay, proprietário do jornal The Scotsman. Em 1985, o Museu Nacional de Antiguidades da Escócia foi fundido com o Museu Real Escocês, e posteriormente transferido para a Chambers Street como parte do Museu Nacional da Escócia. A Galeria de Retratos foi expandida para ocupar todo o edifício e reabriu em 1 de dezembro de 2011 após ser fechada desde abril de 2009 para a primeira reforma abrangente em sua história, realizada pela Page\Park Architects.
O museu faz parte das Galerias Nacionais da Escócia, um órgão público que também possui a Galeria Nacional de Arte Moderna e a Galeria Nacional, em Edimburgo.

## História
O fundador da Sociedade de Antiquários da Escócia, David Erskine, 11.° Conde de Buchan, formou uma coleção de retratos escoceses no final do século XVIII, muitos dos quais estão agora no museu. No século XIX, o historiador escocês Thomas Carlyle estava entre os que pediam um equivalente escocês da muito bem-sucedida National Portrait Gallery de Londres, criada em 1856, mas o governo de Londres se recusou a financiar o empreendimento. Eventualmente, John Ritchie Findlay interveio e pagou por todo o edifício, custando 50 mil libras. Galerias que ocupavam a metade ocidental do edifício abrigavam o Museu Nacional de Antiguidades da Escócia.
O museu da galeria de retratos foi fundado em 1882, antes de seu novo prédio ser concluído. A National Portrait Gallery de Londres foi o primeiro museu separado do mundo, no entanto, não foi mudada para o atual prédio construído para a finalidade até 1896, tornando a galeria de Edimburgo a primeira do mundo a ser especialmente construída como galeria de retratos. As galerias de retratos nacionais especiais continuam sendo uma especialidade anglófona distinta, com outros exemplos mais recentes em Washington DC (1968), Canberra, Austrália (1998) e Ottawa, Canadá (2001) ainda não copiados em outros países. A famosa coleção de retratos alojados no Vasari Corridor, em Florença, permanece acessível apenas ao público em uma base limitada.
O edifício foi inaugurado em 1889 sob o curador John Miller Gray. Ao longo dos anos, novas instalações, como uma loja e um café, foram adicionadas de maneira fragmentada, e as galerias foram reorganizadas e remodeladas, geralmente reduzindo a clareza da disposição do edifício e, muitas vezes, a altura do teto, além de bloquear muitas janelas. O edifício foi compartilhado com o Museu Nacional de Antiguidades, agora Museu da Escócia, até serem transferidos para um novo prédio em 2009, quando a reforma da Galeria de Retratos, planejada há muito tempo, poderia começar, com financiamento do governo escocês e do Heritage Lottery Fund, entre outros. O trabalho genericamente restaura os espaços da galeria à sua disposição original, com áreas reservadas para educação, loja e café e um novo elevador de vidro – aperfeiçoando o acesso de visitantes com deficiência. No total, a Galeria de Retratos tem 60% a mais de espaço após as alterações e, na reabertura, foram exibidas 849 obras, das quais 480 eram de escoceses. O custo total foi de £17,6 milhões. Todo o edifício tem 5672 metros quadrados.

## O edifício

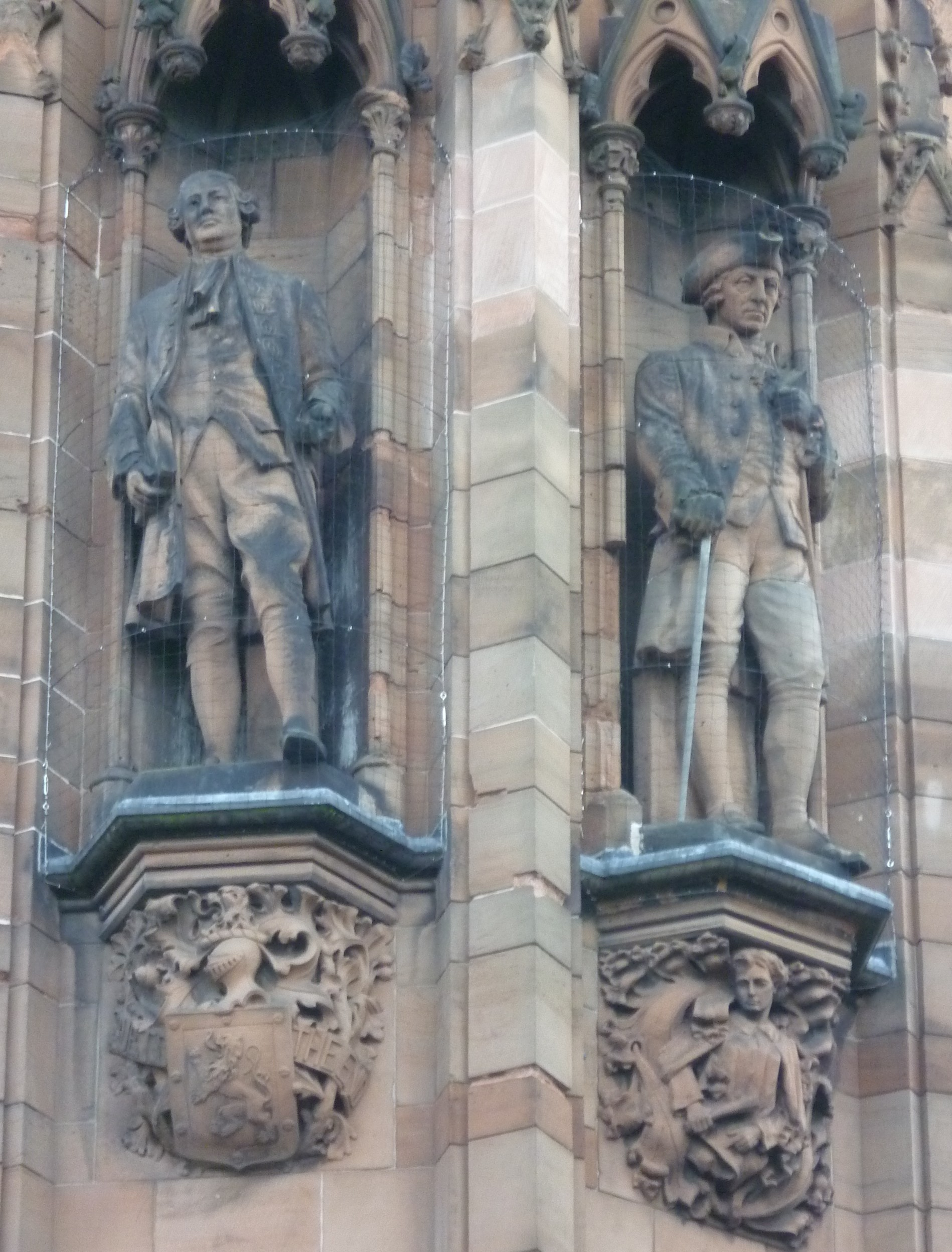
Figuras esculpidas de David Hume e Adam Smith no exterior da Galeria

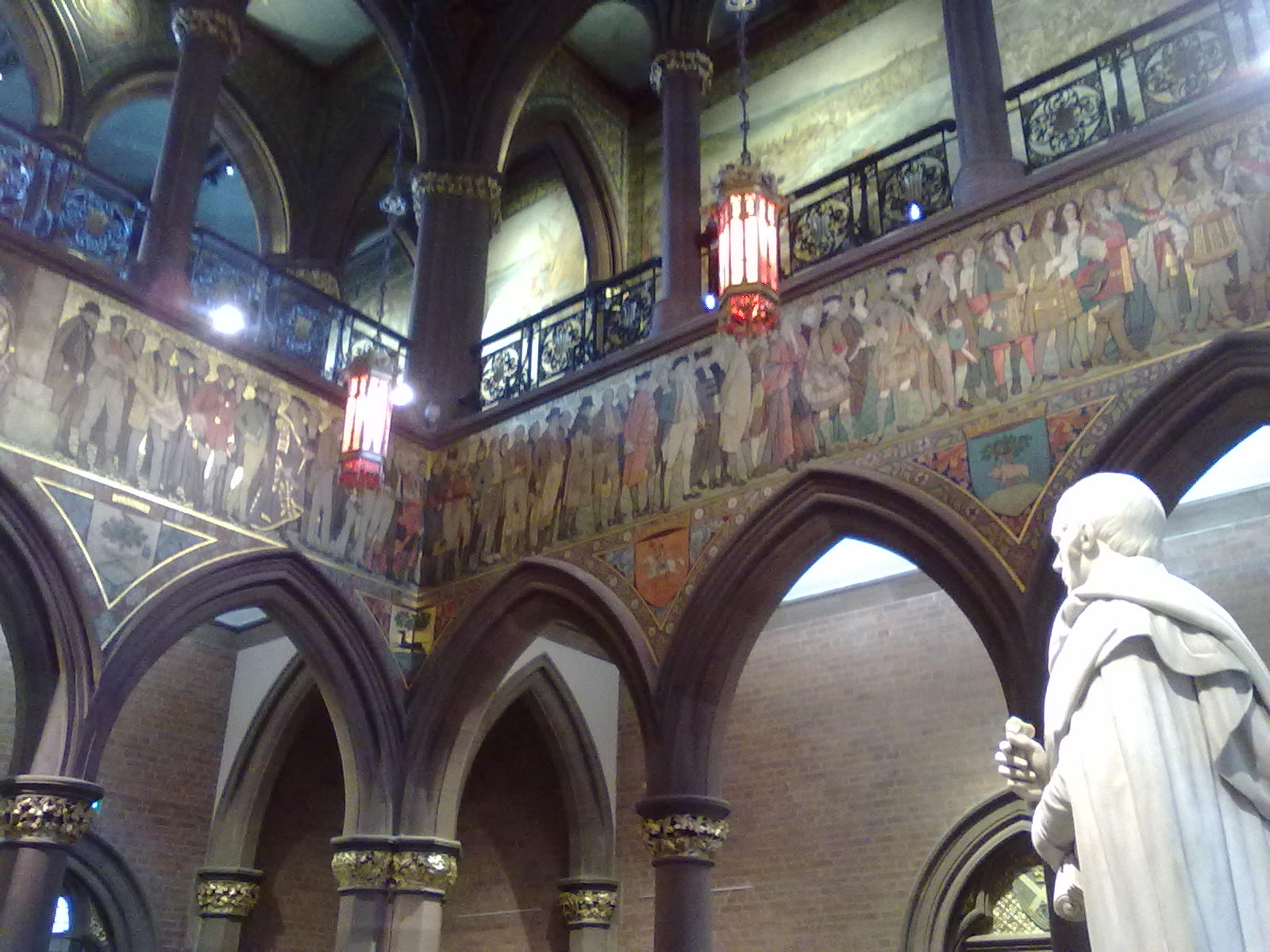
O salão da entrada principal, com o friso de William Hole de 1898

A sede da Galeria Nacional é um grande edifício no extremo leste da Queen Street, construído em arenito vermelho de Corsehill em Dumfriesshire. Foi desenhado por Robert Rowand Anderson no estilo neogótico, com uma combinação de artes e ofícios e influências góticas do século XIII, e é um edifício listado como Categoria A. Construído entre 1885 e 1890, o edifício é conhecido pelo seu estilo gótico espanhol ornamentado, um acréscimo incomum à Cidade Nova predominantemente neoclássica georgiana de Edimburgo. As janelas são em arcos pontiagudos esculpidos e a entrada principal na frente da Queen Street, cercada por um grande arco de duas águas, leva ao salão de entrada principal, com arcadas pontiagudas, que originalmente serviam a Galeria de Retratos a leste e o Museu Nacional de Antiguidades da Escócia a oeste. Uma característica distintiva da galeria são suas quatro torres octogonais de esquina, cobertas com pináculos góticos; originalmente, Anderson pretendia flanquear a fachada com um par de grandes torretas franco-escocesas, mas estas foram substituídas a pedido do benfeitor pelas torres pontiagudas vistas hoje.
O projeto de Anderson foi influenciado por várias outras obras arquitetônicas do gótico e do neogótico, em particular o Palácio do Doge, em Veneza, e as obras de George Gilbert Scott, e também foram encontradas semelhanças entre a Galeria de Retratos e a Mount Stuart House de Anderson, na Ilha de Bute, que ele projetou para o 3.º Marquês de Bute no final da década de 1870.
Ao redor do exterior estão figuras esculpidas de notáveis escoceses em nichos, projetados por William Birnie Rhind. Estes foram adicionados na década de 1890 para compensar a falta de retratos contemporâneos de escoceses medievais na coleção da galeria na época, assim como o grande friso processional dentro do salão da entrada principal, pintado por William Hole. Este mural, adicionado em 1898, mostra uma série de escoceses notáveis da história, variando de São Niniano a Robert Burns. As figuras foram adicionadas ao friso ao longo dos anos após a abertura da galeria, e Hole adicionou outros murais de cenas narrativas maiores no 1º andar posteriormente.

## Coleção
A coleção do museu totaliza cerca de 3 000 pinturas e esculturas, 25 000 impressões e desenhos e 38 000 fotografias. A coleção começa essencialmente no Renascimento, inicialmente com obras de artistas estrangeiros da realeza e nobreza escocesa, e principalmente retratos impressos de clérigos e escritores; as pinturas mais notáveis foram feitas principalmente no continente (muitas vezes durante períodos de exílio da turbulenta cena política escocesa). Como na Inglaterra, a Reforma Escocesa praticamente extinguiu a arte religiosa, e até o século XIX a pintura de retrato dominava a pintura nacional, com os clientes gradualmente ascendendo na escala social. No século XVI, a maioria dos retratos pintados são da realeza ou da nobreza mais importante; a obra mais antiga da coleção é um retrato de Jaime IV, de 1507.
A coleção inclui dois retratos de Maria, Rainha dos Escoceses, embora nenhuma data da sua vida; uma foi pintada cerca de 20 anos após sua morte em 1587, e a outra ainda mais tarde; há também uma série de pinturas do século XIX que mostram cenas de sua vida. O círculo de Maria é realmente melhor representado por retratos em vida, com todos os seus três maridos tendo retratos, incluindo Lorde Darnley, de Hans Eworth e um pintor desconhecido, e miniaturas de 1566 do Conde de Bothwell e sua primeira esposa. Há um retrato do inimigo da rainha, o regente Morton, de Arnold Bronckorst, que a partir de 1581 foi o primeiro artista a ter o título de "Pintor do Rei" na Escócia, embora ele tenha passado apenas três anos no país. A galeria possui várias obras de Bronckorst e seu sucessor, Adrian Vanson; ambos eram pintores habilidosos na tradição holandesa.
Também inclui retratos de Bronckorst e Vanson de James VI e I, mas os outros foram feitos depois que ele sucedeu ao trono inglês e mudou-se para Londres, onde também foram pintados muitos retratos de outros monarcas dos Stuart. O primeiro escocês nativo importante a ser um pintor de retratos, George Jamesone (1589/90-1644) só teve a chance de pintar seu monarca quando Carlos I visitou Edimburgo em 1633. A coleção inclui dois auto-retratos de Jamesone e retratos da aristocracia escocesa, bem como alguns imaginados de heróis do passado da Escócia. Há três retratos de seu aluno, John Michael Wright, e dez retratos aristocráticos de sir John Baptist Medina, o último "Pintor do Rei" antes do Tratado de União de 1707.

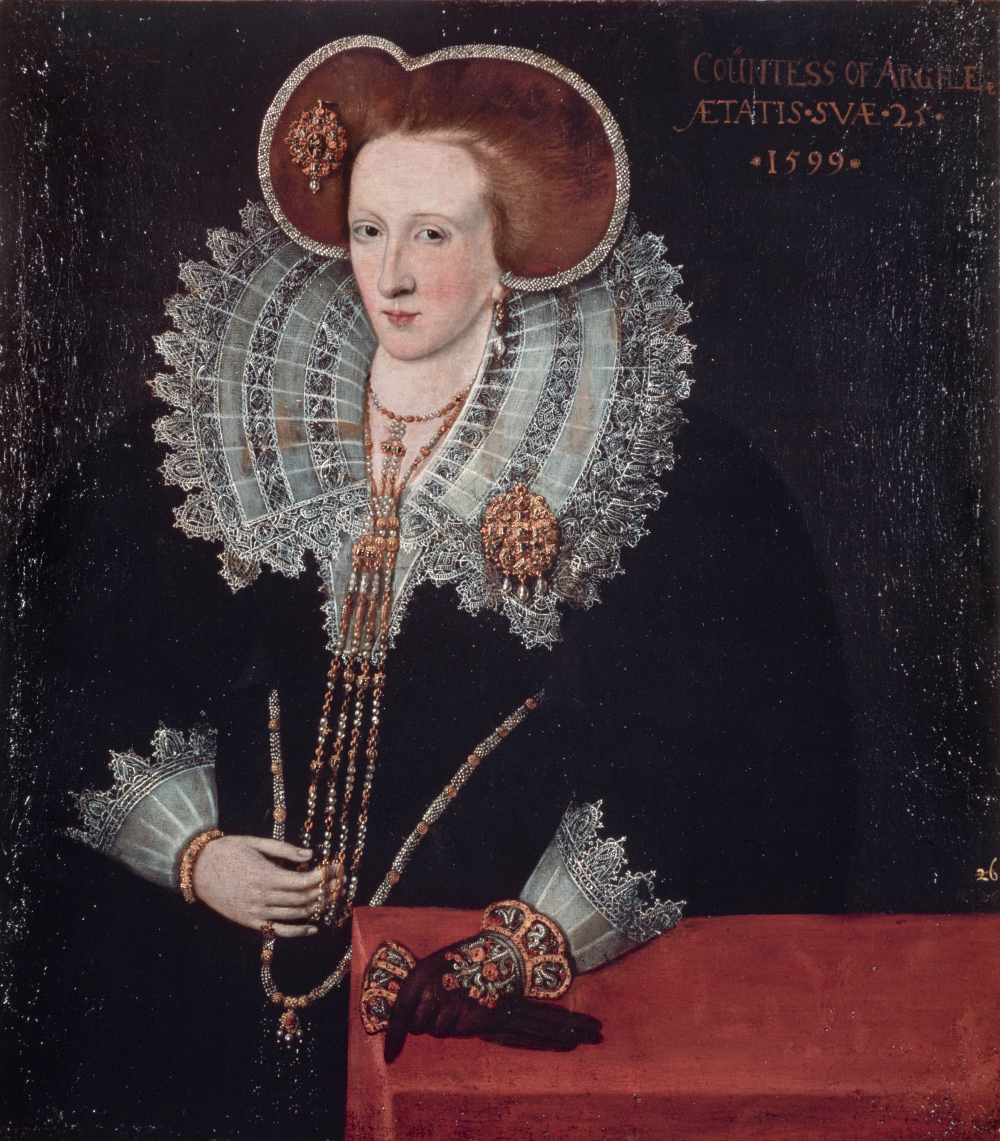
Adrian Vanson, Agnes Douglas, Condessa de Argyll, 1599
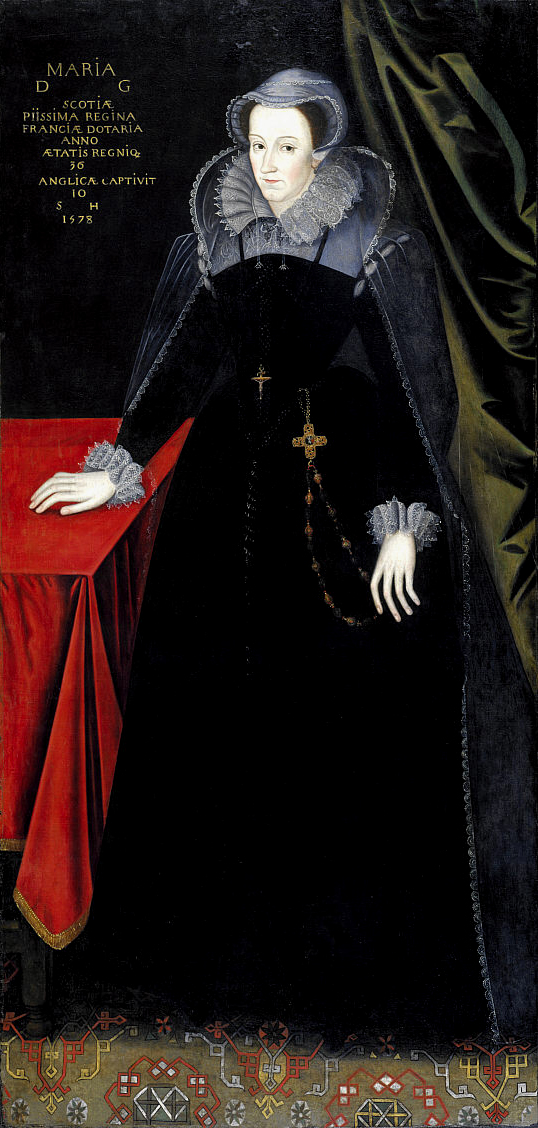
Maria da Escócia, retrato póstumo, c. 1610
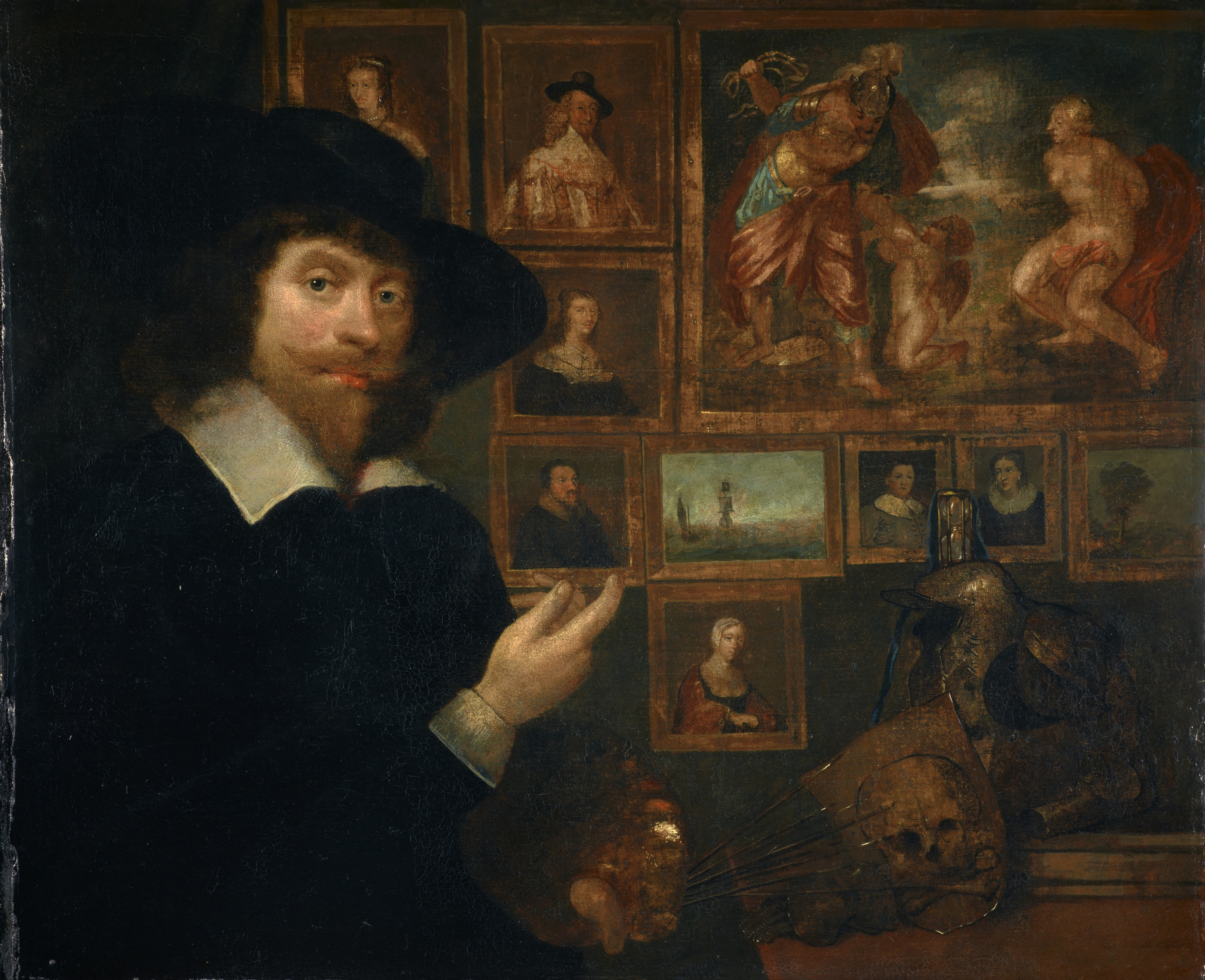
George Jamesone, auto-retrato, c. 1642
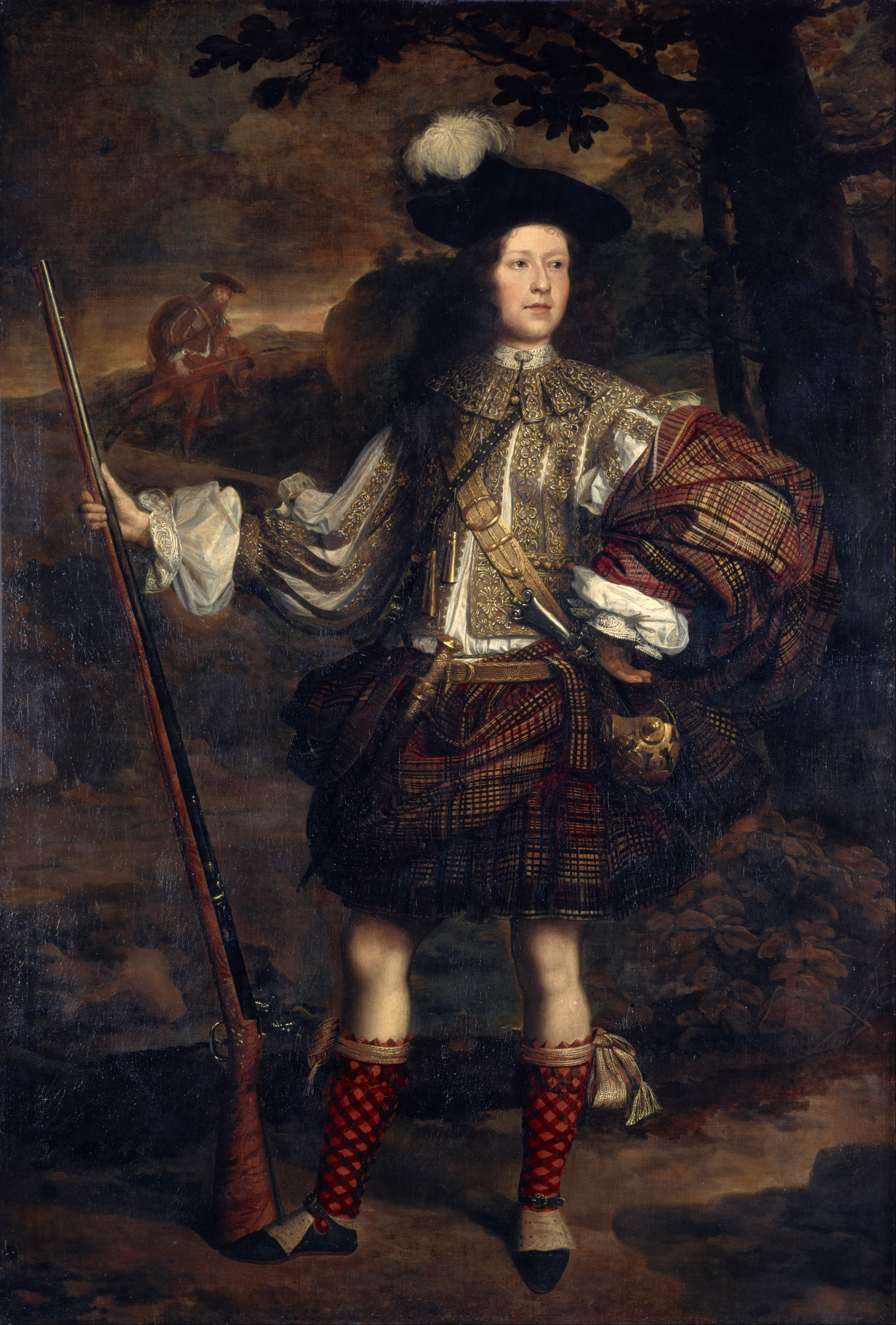
John Michael Wright, Lord Mungo Murray vestindo uma manta, 1683
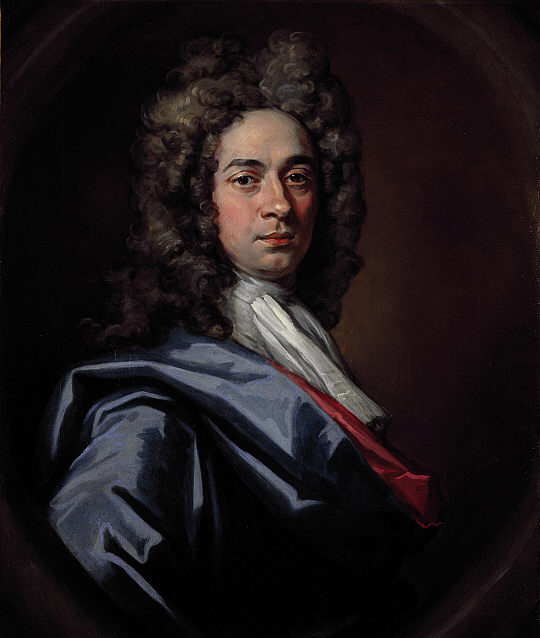
John Baptist Medina, auto-retrato, 1698

A exibição "Blazing with Crimson: Tartan Portraits" (até dezembro de 2013) concentra-se em retratos com tartã, que começam a ser pintados no final do século XVII, na época aparentemente sem conotações políticas. O museu tem um dos primeiros exemplares, um retrato completo de 1683 de John Michael Wright, de Lord Mungo Murray, filho de John Murray, 1.º Marquês de Atholl, usando uma manta com cinto para caçar. O uso do tartã foi banido após a rebelião jacobita de 1745, mas reapareceu em grandes retratos depois de algumas décadas, antes de se tornar cada vez mais popular no romantismo e nas obras de Sir Walter Scott. Também usando tartã está Flora MacDonald, pintada por Richard Wilson em Londres após sua prisão por ajudar o Príncipe Carlos Eduardo a escapar após o levante jacobita de 1745.
A pintura escocesa de retratos floresceu no século XVIII e Allan Ramsay e Sir Henry Raeburn estão bem representados com 13 e 15 obras, respectivamente, o primeiro com muitas pinturas de figuras do Iluminismo Escocês, bem como o retrato perdido recentemente encontrado de Carlos Eduardo Stuart, e a carreira do último, que se estende até o século XIX, com retratos de Walter Scott e outros. O museu possui o retrato icônico de Robert Burns, de Alexander Nasmyth. O maior número de obras de um único artista são as 58 do escultor e cortador de pedras preciosas James Tassie (1735–1799), que desenvolveram um formato distinto de grandes retratos de "medalhão" em relevo de pasta de vidro queimada (ou esmalte vítreo), inicialmente modelados em cera. Seus trabalhos incluem Adam Smith, James Beattie e Robert Adam. Adam não gostava de fazer seu retrato, mas Tassie era um membro de seu círculo social que não recusou, com o resultado de que, como no retrato de Burns por Naysmyth, quase todas as imagens de Smith derivam do exemplo no museu.

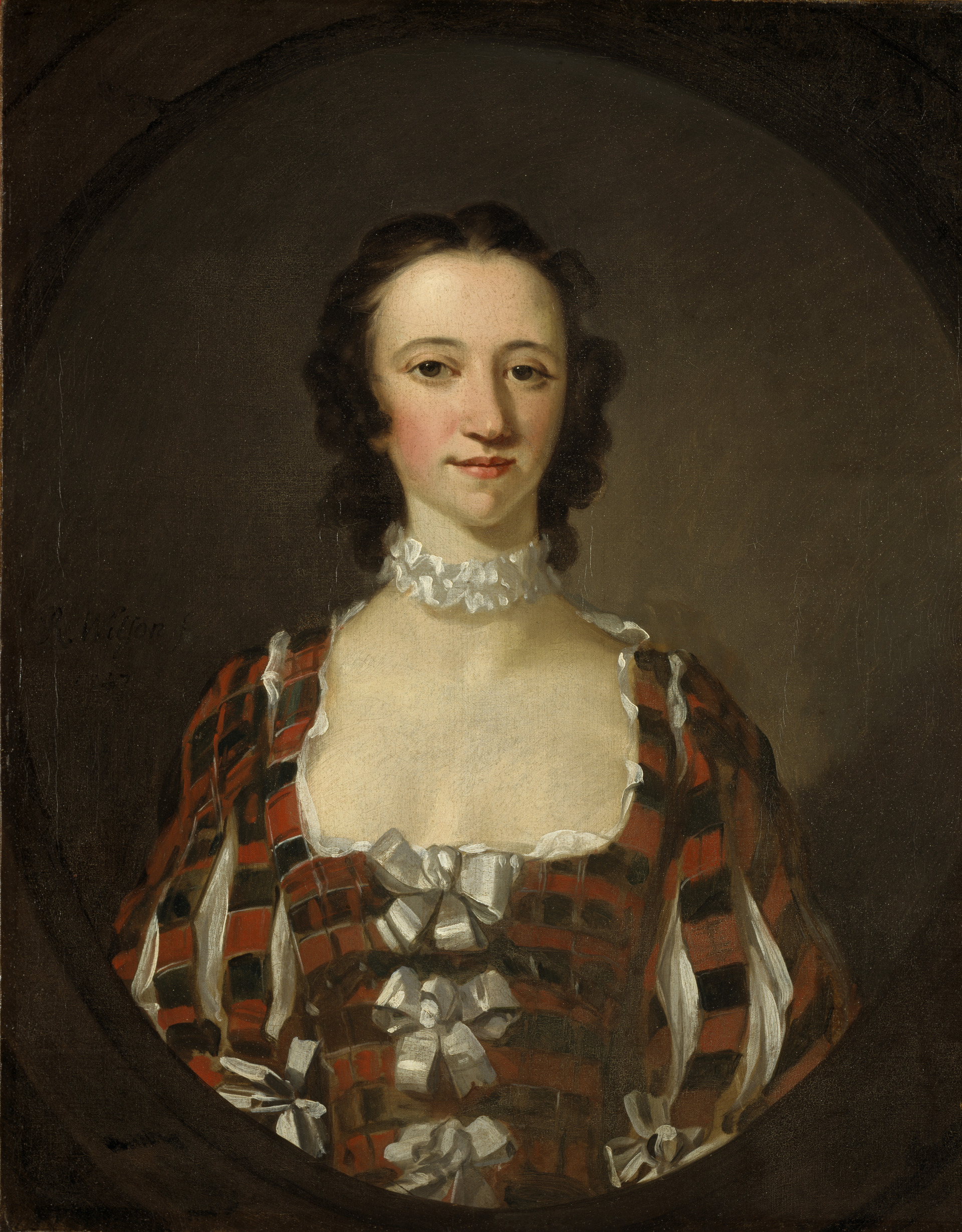
Richard Wilson, Flora MacDonald, 1747
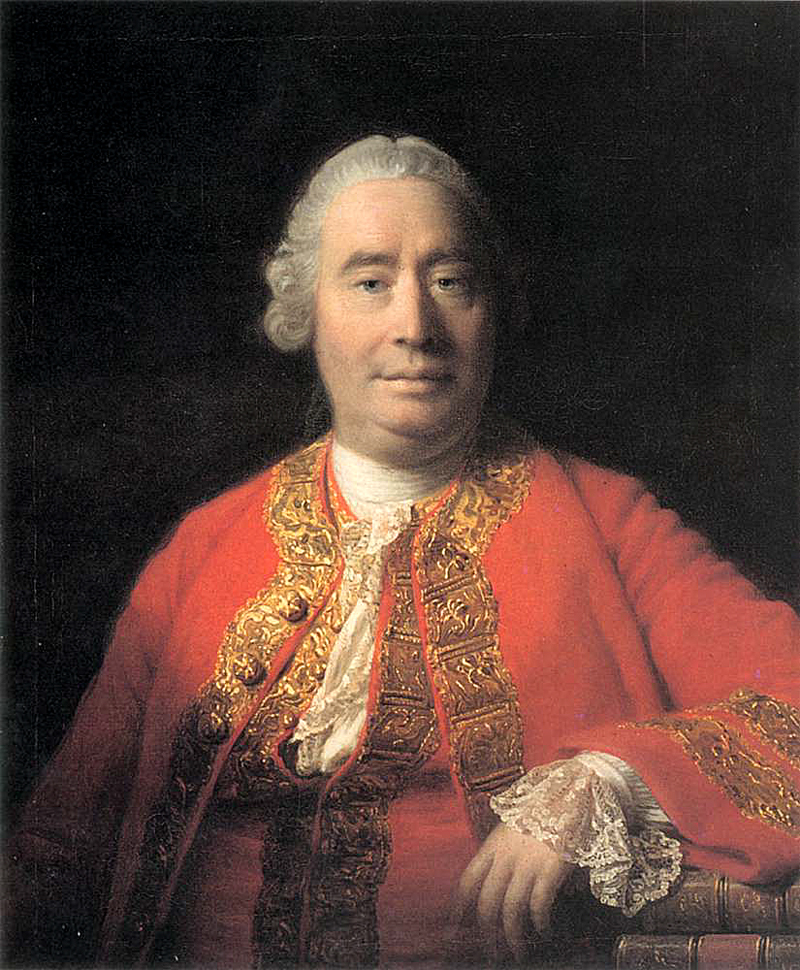
Allan Ramsay, David Hume, 1766
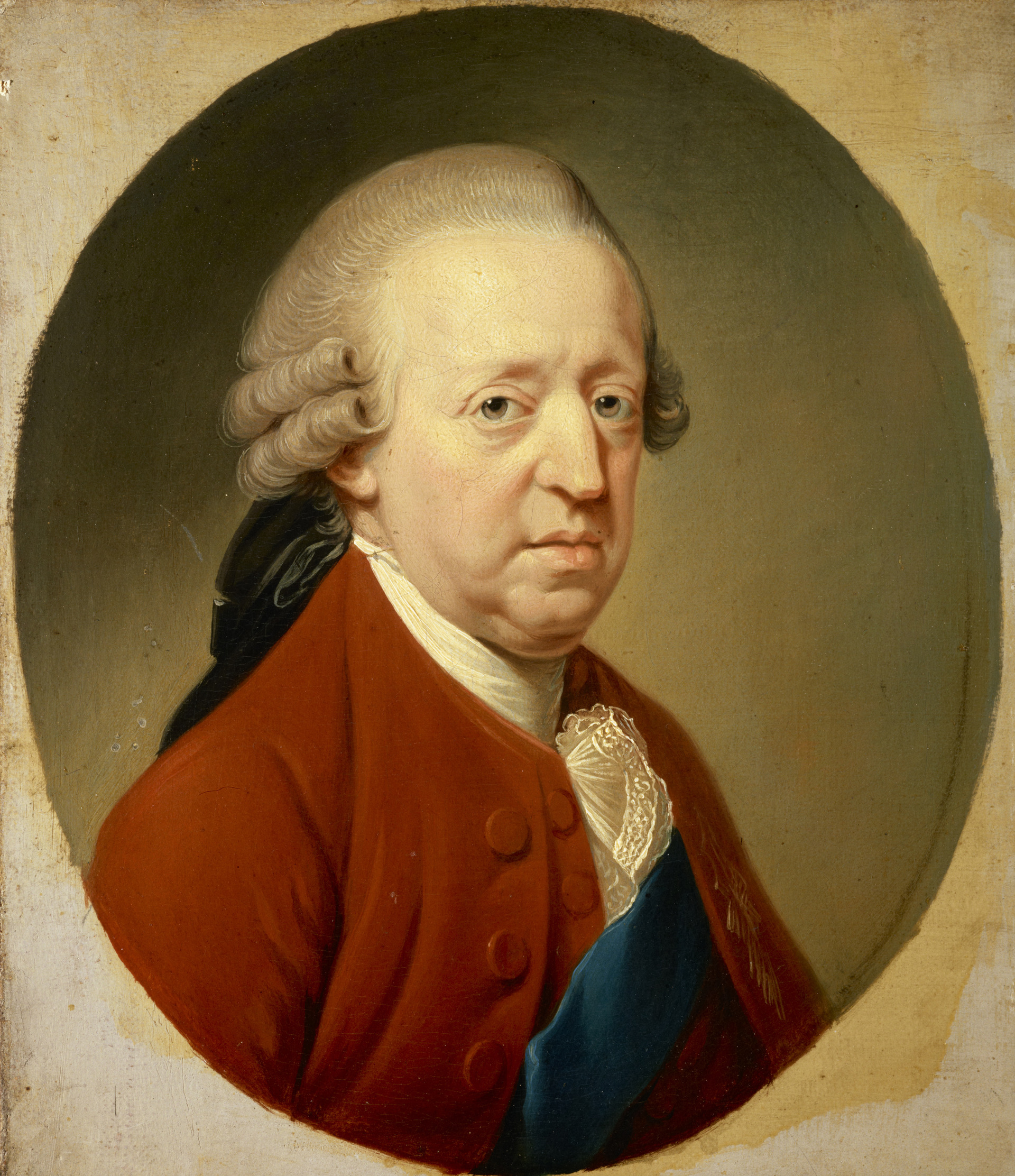
Hugh Douglas Hamilton, "Carlos Eduardo Stuart" em seus anos finais, 1775
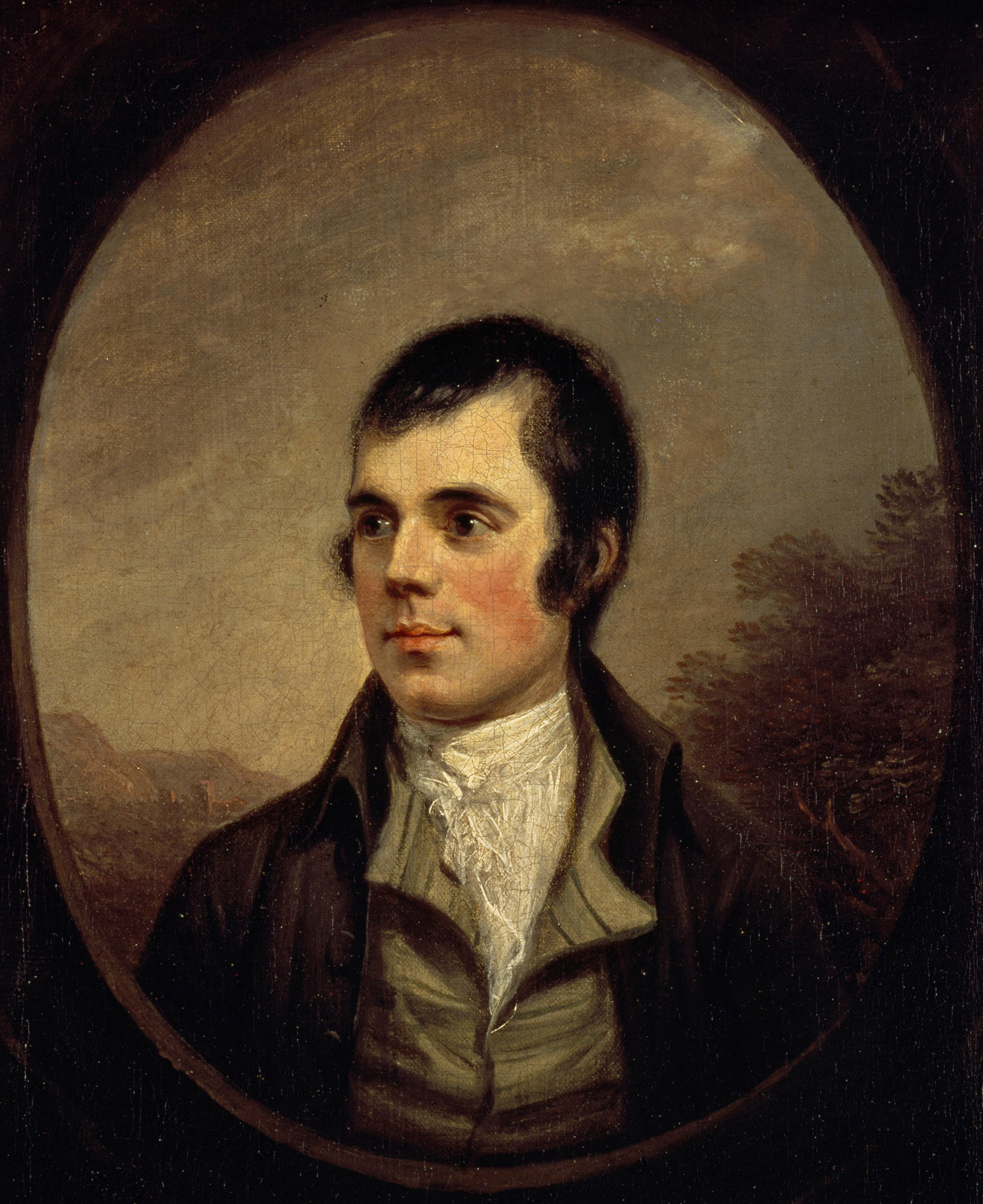
Robert Burns by Alexander Nasmyth, 1787
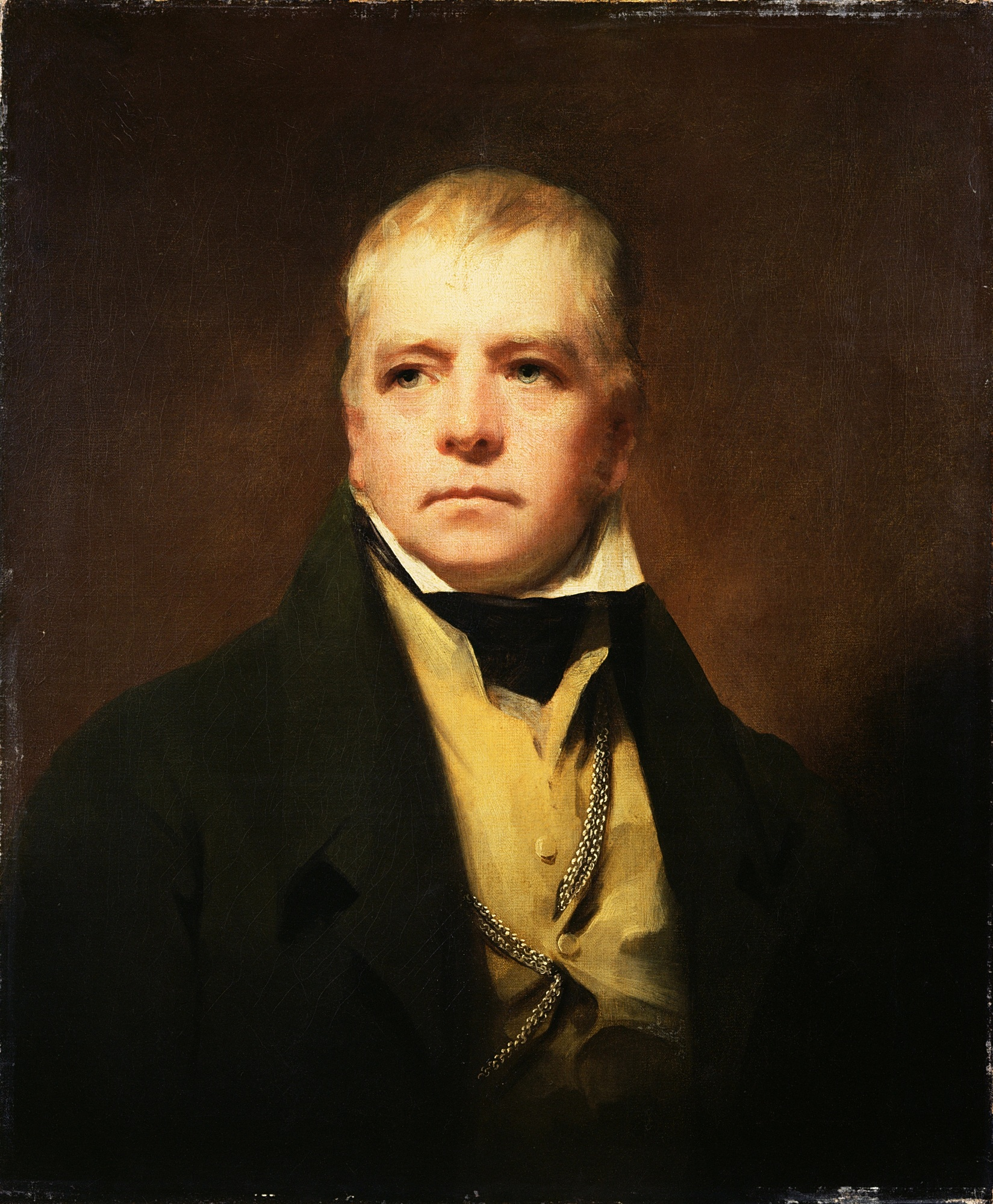
Henry Raeburn, Sir Walter Scott, 1822

A Escócia do final do século XIX não possuía figuras dominantes, mas tinha muitos artistas finos e viu o início da fotografia. O museu dedica uma galeria às fotografias da vida de Glasgow tiradas por Thomas Annan, especialmente as imagens de favelas tiradas entre 1868 e 1871, e em geral as exposições concentram-se nas pessoas comuns do país. A coleção continua a se expandir nos dias atuais, com pintores escoceses como John Bellany (Peter Maxwell Davies, auto-retrato e Billy Connolly) e John Byrne, cujas obras incluem imagens de si mesmo, Tilda Swinton, Billy Connolly e Robbie Coltrane.
Outros trabalhos da coleção incluem:
- James Hamilton, 1º duque de Hamilton, por Daniel Mytens
- Douglas Douglas-Hamilton, 14º duque de Hamilton, por Oskar Kokoschka
- Winnie Ewing por Norman Edgar
- Alex Ferguson por David Mach
- Ian Wilmut por Wendy McMurdo
- Robin Jenkins por Jennifer McRae